# Produção da fala

Existem cinco áreas importantes para a compreensão da linguagem. Em laranja está o giro angular, em amarelo o giro supramarginal, em azul a Área de Broca, em verde a Área de Wernicke e em rosa o córtex auditivo primário

A produção da fala é o processo de emitir sons ou palavras articuladas, ou seja, como os humanos geram uma fala com significado. É um processo complexo de resposta intercomunicativa no qual a audição, a percepção e o processamento de informações no sistema nervoso e no cérebro também estão envolvidos.  Produção de fala, basicamente, é o processo pelo qual os pensamentos são traduzidos em fala.
Produção de fala não é a mesma coisa que produção de linguagem, pois a linguagem também pode ser produzida manualmente por sinais e, às vezes, pode não ser baseada psicologicamente.

## Três estágios
A produção da linguagem falada envolve três níveis principais de processamento: a conceituação, formulação e articulação e o estágio de auto-monitoramento.
O primeiro são os processos de conceituação ou preparação conceitual, nos quais a intenção de criar fala vincula um conceito desejado às palavras faladas específicas a serem expressas. Aqui são formuladas as mensagens pretendidas pré-verbais que especificam os conceitos a serem expressos.
O segundo estágio é a formulação na qual a forma lingüística necessária para a expressão da mensagem desejada é criada. A formulação inclui codificação gramatical, codificação morfo-fonológica e codificação fonética. A parte final do estágio de formulação é a codificação fonética. Isso envolve a ativação de gestos articulatórios dependentes das sílabas selecionadas no processo morfo-fonológico, criando uma pontuação articulatória à medida que o enunciado é reunido e a ordem dos movimentos do aparelho vocal é concluída.
A terceira parte do estágio de formulação é a codificação fonética. Isso envolve a ativação de gestos articulatórios dependentes das sílabas selecionadas no processo morfo-fonológico, criando uma pontuação articulatória à medida que o enunciado é reunido e a ordem dos movimentos do aparelho vocal é concluída.
O estágio, chamado estágio de Auto-Monitoramento, é quando o pessoa que produziu a fala reflete sobre o que ele disse e faz um esforço para corrigir quaisquer erros em seu discurso. Muitas vezes, isso é feito em um argumento de refutação ou de últimas palavras. Além disso, isso também pode ser feito durante uma conversa, quando o falante percebe que ele ou ela cometeu um deslize da língua. Esta é a ação de refletir sobre o que você disse e garantir que o que você disse é o que você quis dizer.

## Neurociência

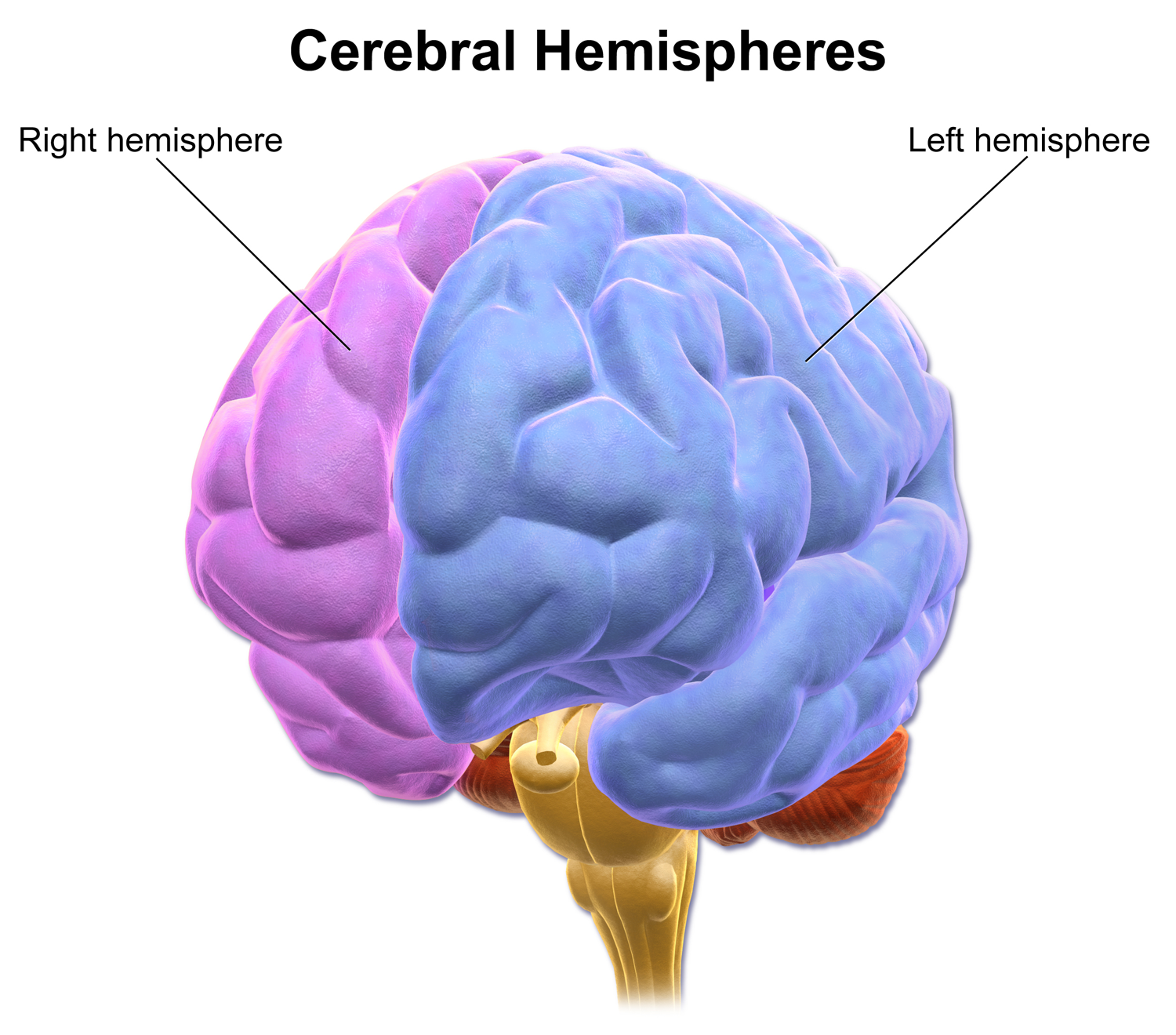
Para destros, a maioria das atividades de produção de fala ocorre no hemisfério cerebral esquerdo.

O controle motor da produção da fala em destros depende principalmente de áreas no hemisfério cerebral esquerdo. Essas áreas incluem a área motora suplementar bilateral, o giro frontal inferior esquerdo posterior, a ínsula esquerda, o córtex motor primário esquerdo e o córtex temporal. Existem também áreas subcorticais envolvidas, como os gânglios da base e o cerebelo. O cerebelo ajuda o sequenciamento de sílabas da fala em palavras rápidas, suaves e ritmicamente organizadas e enunciados mais longos.

## Distúrbio de fala
Ter problemas na produção da fala pode ter um grande impacto na saúde e no bem-estar do falante. Compreender as mudanças no funcionamento do cérebro que causam esses problemas de fala nos ajudará a criar abordagens de tratamento mais eficazes para essas pessoas.
Os distúrbios da fala, incluindo gagueira, disartria e apraxia da fala, podem ser de desenvolvimento, mas também afetam pessoas após acidente vascular cerebral, lesão cerebral traumática ou doenças neurodegenerativas, como a doença de Parkinson.